# Javi Martin
Javier Martín Antón, nacido en Gijón, (Asturias, España), es un historiador, guionista, realizador, director, productor y profesor universitario español. Doctor en Geografía, Historia y Arte.  

## Trayectoria
Trabajó como realizador de televisión así como de videoclips, cortometrajes y documentales. Ha sido director de programas y de contenidos televisivos en diferentes cadenas televisivas. Es también profesor de realización en televisión y realización multimedia. 

## Reconocimientos
Antena de Plata de la ARTV (Asociación Profesional de Radio Televisión de Asturias) recibida en diciembre de 2002.

## Libros
- Aviados. Señorío de los Guzmanes (2009) - Ensayo de Investigación Histórica y Etnográfica.[1]